# José Ignacio Sánchez Galán
José Ignacio Sánchez Galán (nascido em 1950) , mais conhecido por Ignacio Galán, é um empresário espanhol que é atualmente presidente da Iberdrola, uma empresa multinacional de energia com presença em Portugal, no Brasil e em dezenas de outros países. É presidente também de filiais como Neoenergia (Brasil), ScottishPower (Reino Unido), Avangrid (Estados Unidos), Iberdrola Austrália e Iberdrola México.

## Biografia e estudos
Ignacio Galán nasceu em 1950 em Salamanca, na Espanha. Quando jovem, mudou-se para Madrid para estudar Engenharia Industrial na Escola Técnica Superior de Engenheiros ICAI, ligada à Universidade Pontifícia de Comillas, renomada instituição com sede em Madrid, na Espanha.
Galán também é licenciado em Administração e Gestão de Empresas pela Escola de Negócios ICADE e em Administração e Gestão de Empresas e Comércio Exterior pela Escola de Negócios EOI. Durante esses anos, foi membro do CMU Loyola de Madrid. Fala inglês, francês, italiano e português, é casado e tem quatro filhos.

## Carreira Profissional

### Início de carreira
A carreira de Galán começou em 1972 na Sociedad Española del Acumulador Tudor, onde ocupou vários cargos executivos e liderou a expansão internacional da empresa.
No início dos anos 90, Galán assumiu a direção da Industria de Turbopropulsores (ITP)  desde o seu início. De 1993 a 1995, foi presidente da Eurojet, um consórcio europeu que desenvolveu e fabricou os motores Eurojet 200 instalados no Eurofighter. Posteriormente, foi Diretor Executivo da Airtel Mobile.  
Carreira na Iberdrola
Em 2001, foi nomeado vice-presidente executivo e CEO da Iberdrola, com Íñigo de Oriol e Ybarra como presidente. Em 2006, foi nomeado presidente executivo da Iberdrola.  
Como presidente e CEO da Iberdrola, recebeu uma remuneração total de 6,17 milhões de euros em 2015, além de ações avaliadas em 3,2 milhões de euros. Na Assembleia Geral Anual de Acionistas da Iberdrola de 2016 (realizada no dia 8 de abril), a votação consultiva do Relatório Anual de Remunerações dos Conselheiros revelou um apoio de 97,84% dos acionistas presentes na assembleia, tornando Galán o quinto executivo mais bem pago da Espanha em 2015.
É professor convidado na Universidade de Strathclyde, em Glasgow (Escócia) , e foi professor na Escola de Engenheiros Industriais do ICAI. Em 2012, foi nomeado presidente do Conselho Social da Universidade de Salamanca . É também membro do Conselho Consultivo Presidencial do Instituto de Tecnologia de Massachusetts (MIT) e patrono da Fundação Universitária Comillas-ICAI.
Ignacio Sánchez Galán presidiu ao grupo das empresas de energia elétrica do Fórum Econômico Mundial (Davos), do qual forma parte. É membro da European Round Table of Industrialists e do grupo que reúne as principais empresas de energia elétrica da Europa.
O presidente da Iberdrola constantemente reafirma o compromisso da empresa com Portugal e Brasil, sobretudo nos últimos anos, no que diz respeito ao investimento em energias limpas.
Em dezembro de 2022, Ignacio Galán e o presidente de Portugal, António Costa, reuniram-se para negociar projetos de expansão da capacidade renovável do país.  Esses projetos incluem triplicar, até 2023, a capacidade fotovoltaica, cujos investimentos da empresa espanhola superam 2 bilhões de euros. Além disso, outros 3 bilhões de euros podem ser destinados nos próximos anos à implantação de projetos solares, eólicos e de armazenamento de energia, além de iniciativas focadas em novas soluções energéticas, como o hidrogênio verde.   
Em março de 2023, Ignacio Galán reuniu-se também com o presidente do Brasil, Luiz Inácio Lula da Silva , durante a inauguração do maior complexo de energias renováveis do país e de toda a América Latina. Trata-se do Complexo Renovável Neoenergia da Paraíba, situado em Santa Luzia (Paraíba), que conta com 136 aerogeradores e 228.000 painéis solares distribuídos por uma quinta de mais de 8.000 hectares, com capacidade instalada de 600 megawatts (MW). 
Nesta reunião, o presidente executivo da Iberdrola confirmou o plano da empresa de investir, até 2025, cerca de 30 bilhões de reais (o equivalente a 5,3 bilhões de euros) no Brasil. Segundo Galán, o objetivo é manter este ritmo de crescimento até 2030, de modo a prestar continuamente o melhor serviço .

## Outras atividades

### Conselhos de Administração
- JPMorgan Chase, Membro do Conselho Internacional (desde 2018). [16]

### Organizações sem fins lucrativos
- Fórum Econômico Mundial (FEM), Presidente do Cluster de Eletricidade.
- Real Instituto Elcano de Estudos Internacionais e Estratégicos, Membro do Conselho de Administração.
- Mesa Redonda dos Industriais Europeus (MRIE), membro do Conselho de Administração e do Comitê de Direção.
- Coalizão do Hidrogênio Renovável (CHR), Presidente.

## Prêmios e reconhecimentos
Galán recebeu inúmeros prêmios e reconhecimentos ao longo de sua carreira. Em 2011, recebeu o título de doutor honoris causa da Universidade de Edimburgo e da Universidade de Salamanca  pela sua "capacidade demonstrada de gerar mudança e inovação e pela sua visão do futuro". 
Em 2013, também recebeu o título doutor honoris causa em ciências da Universidade de Strathclyde, em Glasgow. É também membro da GlobalScot, uma rede internacional de líderes empresariais do governo escocês, que está profundamente empenhada no desenvolvimento econômico da Escócia. 
Ao longo da sua carreira, recebeu inúmeros prêmios, incluindo os seguintes: Um dos 100 CEOs incluídos no Brand Finance Brand Guardianship Index 2021; selecionado entre os cinco melhores CEOs do mundo no Ranking Harvard Business Review; reconhecido como um dos 10 CEOs mais influentes na luta contra as mudanças climáticas, de acordo com a Bloomberg; melhor CEO dentro da categoria de serviços públicos (pela décima primeira vez), de acordo com o Institutional Investor Research Group 201; e o melhor CEO de utilities europeias e empresas espanholas cotadas em bolsa nas relações com investidores, de acordo com o Thomson Extel Survey 2011.
Durante três anos consecutivos, a revista IR Magazine (2003-2005) nomeou-o como "Melhor CEO em Relações com Investidores". Esse prêmio é baseado nas opiniões de analistas de mercado de valores e gestores de fundos de investimento. Em 2006, foi também nomeado como "Melhor CEO do Ano" no Platts Global Energy Awards. 
Em 2008, foi nomeado como "Business Leader of the Year" pela Câmara de Comércio Espanha-EUA  e recebeu o "Prêmio Internacional de Economia" da Fundação Cristóbal Gabarrón. Além disso, é Cônsul de Bilbao pela Câmara de Comércio de Bilbao e foi homenageado com a Medalha de Ouro da Cidade de Salamanca em 2013 e a Medalha de Ouro da Província de Salamanca em 2009.
Em 2011, recebeu a distinção Lagun Onari, concedida pelo Governo Basco a personalidades não bascas como forma de reconhecimento por sua contribuição para o desenvolvimento do País Basco.
Em 2014, também recebeu o "Prêmio Capitalismo Responsável" pelo First Group. Nesse ano, a Rainha Isabel II do Reino Unido homenageou-o com a condecoração honorífica de "Comendador da Ordem do Império Britânico".  
Em dezembro de 2016, Ignacio Galán recebeu a Medalha de Honra da espanhola Real Academia Nacional de Medicina (RANM) das mãos de Joaquín Poch, seu presidente. Poch elogiou os esforços da Iberdrola em prol das pesquisas e do desenvolvimento tecnológico, bem como por sua contribuição para o fomento ao emprego no país. 
Em 2019, na Espanha, recebeu o Prêmio Nacional de Inovação e Design 2019, na modalidade Trajetória Inovadora, concedido pelo Ministério da Ciência, Inovação e Universidades ; o Prêmio León do El Español pela Melhor Gestão Empresarial 2019 ; foi selecionado entre os cinco melhores CEOs do mundo no ranking 2019 da Harvard Business Review; e foi reconhecido como um dos 10 CEOs mais influentes do mundo na luta contra as mudanças climáticas, segundo a Bloomberg .
Em 2020, recebeu o Prêmio Alfonso de Salas para a Personalidade Econômica do Ano, atribuído pelo jornal elEconomista ; o Prêmio de Liderança em Gestão pela Asociación Española para la Calidad (AEC) ; o Prêmio de Honra dos VII Prêmios para o Melhor Executivo de Castela e Leão, organizados por Castilla y León Económica ; o Prêmio Forinvest 2020 para a carreira profissional  e o Prêmio Nacional de Inovação e Design para a Carreira Inovadora, concedido pelo Ministério de Ciência, Inovação e Universidades .
Em 2023, recebeu a medalha de honra atribuída pela World Jurist Association e o Prêmio à Liderança em ESG (fatores ambientais, sociais e de governação empresarial) da Foreign Policy Association, em Nova York .
No mesmo ano, foi nomeado como um dos líderes mundiais mais inovadores na luta contra as mudanças climáticas no ranking ‘Time100 Climate’, feito pela revista Time.